# Lomariopsis horsfieldii
Lomariopsis horsfieldii là một loài thực vật có mạch trong họ Lomariopsidaceae. Loài này được (J. Sm.) Mett. mô tả khoa học đầu tiên năm 1856.